# Sant Jaume de Rifà
Sant Jaume de Rifà és una ermita d'estil romànic situada al municipi de Sant Antoni de Vilamajor, a la comarca del Vallès Oriental, Catalunya. Està al nord del nucli de Sant Julià del Fou, prop de la urbanització de les Pungoles. És una obra inclosa a l'Inventari del Patrimoni Arquitectònic de Catalunya.

## Descripció
Petita construcció d'una sola nau, amb arcs i volta apuntats, pertanyent al romànic avançat. L'absis, circular, té una finestra espitllerada. Té adossada la casa de l'ermità amb una espadanya a la partió. Pel que fa a la façana destaquen: la porta amb set dovelles, un rellotge de sol, i un pedrís des de la porta de l'absis.

## Història
El lloc de Vila Rifà està documentat des del 941. Pel 1098 pertanyia al monestir de Sant Cugat. Hi van viure conventualment unes religioses Deodades, de les quals hi ha notícia fins al 1357. L'edifici actual és del segle xiii, finals del romànic. El 1861 va ser emblanquinada i posteriorment es va restaurar l'interior. Està habilitada pel culte.